# جورج بويرمان
جورج بويرمان (بالإنجليزية: George Bowerman) هو لاعب كرة قدم بريطاني، ولد في 6 نوفمبر 1991 في سدجلي ‏ في المملكة المتحدة. لعب مع نادي أكرينغتون ستانلي ونادي ألترينتشام ونادي ستوربريدج ونادي والسول ونادي وكينغ.

## وصلات خارجية
- جورج بويرمان على موقع قاعدة بيانات كرة القدم.إي يو (الإنجليزية)
- جورج بويرمان على موقع Soccerbase.com (لاعب) (الإنجليزية)
- جورج بويرمان على موقع Soccerway.com (الإنجليزية)